# Bahnstrecke Keene–Greenfield
| Gesellschaft: | MBRX                 |                                               |                                               |
| Streckenlänge: | 48,18 km             |                                               |                                               |
| Spurweite: | 1435 mm (Normalspur) |                                               |                                               |
| |                      |                                               |                                               |
| Gleise: | 1                    |                                               |                                               |
| \| \| \| \| \| \| \| \| von Bellows Falls \| \| \| \| \| von East Northfield \| \| \| \| 0,00 \| Keene NH \| Keene NH \| \| \| \| nach South Ashburnham \| \| \| \| ? \| South Keene NH M&K \| South Keene NH M&K \| \| \| \| Otter Brook \| \| \| \| 11,26 \| Marlboro NH (früher Marlboro Village) \| Marlboro NH (früher Marlboro Village) \| \| \| 17,17 \| Chesham NH \| Chesham NH \| \| \| 22,03 \| Harrisville NH \| Harrisville NH \| \| \| 26,71 \| Dublin NH (früher East Harrisville, Eastview) \| Dublin NH (früher East Harrisville, Eastview) \| \| \| 34,11 \| Hancock NH \| Hancock NH \| \| \| \| Moose Brook \| \| \| \| ? \| Coolidge Crossing NH \| Coolidge Crossing NH \| \| \| \| Verbindungskurve nach Contoocook \| \| \| \| \| Strecke Contoocook–Peterborough \| \| \| \| \| Verbindungskurve von Peterborough \| \| \| \| 39,47 \| Elmwood Junction NH \| Elmwood Junction NH \| \| \| \| (früher Hancock Junction, Elmwood) \| \| \| \| \| Verbindungskurve nach Hillsboro \| \| \| \| \| Powder Mill Pond \| \| \| \| 41,31 \| South Bennington NH \| South Bennington NH \| \| \| 48,18 \| Greenfield NH \| Greenfield NH \| \| \| \| nach Nashua \| \| |                      |                                               |                                               |
| |                      |                                               |                                               |
| Strecke (außer Betrieb) |                      | von Bellows Falls                             | von Bellows Falls                             |
| Abzweig geradeaus und von rechts (Strecke außer Betrieb) |                      | von East Northfield                           | von East Northfield                           |
| Bahnhof (Strecke außer Betrieb) | 0,00                 | Keene NH                                      | Keene NH                                      |
| Abzweig geradeaus und nach rechts (Strecke außer Betrieb) |                      | nach South Ashburnham                         | nach South Ashburnham                         |
| Haltepunkt / Haltestelle (Strecke außer Betrieb) | ?                    | South Keene NH M&K                            | South Keene NH M&K                            |
| Brücke über Wasserlauf (Strecke außer Betrieb) |                      | Otter Brook                                   | Otter Brook                                   |
| Bahnhof (Strecke außer Betrieb) | 11,26                | Marlboro NH (früher Marlboro Village)         | Marlboro NH (früher Marlboro Village)         |
| Haltepunkt / Haltestelle (Strecke außer Betrieb) | 17,17                | Chesham NH                                    | Chesham NH                                    |
| Bahnhof (Strecke außer Betrieb) | 22,03                | Harrisville NH                                | Harrisville NH                                |
| Haltepunkt / Haltestelle (Strecke außer Betrieb) | 26,71                | Dublin NH (früher East Harrisville, Eastview) | Dublin NH (früher East Harrisville, Eastview) |
| Bahnhof (Strecke außer Betrieb) | 34,11                | Hancock NH                                    | Hancock NH                                    |
| Brücke über Wasserlauf (Strecke außer Betrieb) |                      | Moose Brook                                   | Moose Brook                                   |
| Haltepunkt / Haltestelle (Strecke außer Betrieb) | ?                    | Coolidge Crossing NH                          | Coolidge Crossing NH                          |
| Abzweig geradeaus und nach links (Strecke außer Betrieb) |                      | Verbindungskurve nach Contoocook              | Verbindungskurve nach Contoocook              |
| Kreuzung (Strecken außer Betrieb) |                      | Strecke Contoocook–Peterborough               | Strecke Contoocook–Peterborough               |
| Abzweig geradeaus und von rechts (Strecke außer Betrieb) |                      | Verbindungskurve von Peterborough             | Verbindungskurve von Peterborough             |
| Bahnhof (Strecke außer Betrieb) | 39,47                | Elmwood Junction NH                           | Elmwood Junction NH                           |
| Strecke (außer Betrieb) |                      | (früher Hancock Junction, Elmwood)            | (früher Hancock Junction, Elmwood)            |
| Abzweig ehemals geradeaus und von links |                      | Verbindungskurve nach Hillsboro               | Verbindungskurve nach Hillsboro               |
| Brücke über Wasserlauf |                      | Powder Mill Pond                              | Powder Mill Pond                              |
| ehemaliger Haltepunkt / Haltestelle | 41,31                | South Bennington NH                           | South Bennington NH                           |
| Dienststation / Betriebs- oder Güterbahnhof | 48,18                | Greenfield NH                                 | Greenfield NH                                 |
| Strecke |                      | nach Nashua                                   | nach Nashua                                   |

Die Bahnstrecke Keene–Greenfield ist eine Eisenbahnverbindung in New Hampshire (USA). Sie ist rund 48 Kilometer lang und verbindet die Städte Keene, Hancock und Greenfield. Der größte Teil der Strecke ist stillgelegt und abgebaut. Der Abschnitt von Elmwood Junction nach Greenfield gehört der Milford-Bennington Railroad, wird aber nicht planmäßig befahren.

## Geschichte
1864 wurde die Manchester and Keene Railroad gegründet, um die Stadt Keene an die Stadt Manchester und damit an weitere Absatzmärkte für die in Keene produzierten Wollwaren anzubinden. Erst Anfang der 1870er Jahre standen jedoch die Mittel für den Bahnbau bereit. Inzwischen beabsichtigte, die Nashua and Lowell Railroad, ihre gepachtete Bahnstrecke Nashua–Wilton nach Westen zu verlängern. Um unnötigen Parallelverkehr zu vermeiden, vereinbarte man, aufeinander zuzubauen. Der Verknüpfungspunkt sollte Greenfield werden. Es dauerte aus finanziellen Gründen noch bis zum 29. November 1878, bis die ersten Züge von Keene nach Greenfield rollten. Die Strecke erwies sich als unrentabel und bereits im März oder April 1879 wurde der Betrieb eingestellt. 
Vom 6. September bis 31. Dezember 1879 betrieb die Nashua&Lowell den Abschnitt von Greenfield bis Harrisville. Da die Strecke als Querverbindung zwischen zwei wichtigen Hauptstrecken einiges Potenzial hatte, kauften die Concord Railroad und die Boston and Lowell Railroad jeweils die Hälfte der Bahnstrecke und vereinbarten einen gemeinsamen Betrieb, der im Laufe des Jahres 1880 wieder aufgenommen wurde. Die Betriebsführung oblag der Boston&Lowell. Am 1. Juli 1884 verpachtete die Concord schließlich ihren Anteil an die Boston&Lowell. Beide Gesellschaften gingen wenige Jahre später in der Boston and Maine Railroad auf, die nun alle Anteile besaß und die Bahn als Nebenstrecke betrieb. Die Züge verkehrten zumeist bis Nashua durch.
Am 9. Januar 1934 schwemmten starke Regenfälle zwei Brücken zwischen Hancock und Elmwood weg. Aufgrund der geringen Beförderungsleistungen bedeutete dies das Aus für den Abschnitt Keene–Coolidge Crossing, der 1938 offiziell stillgelegt wurde. Die Personenzüge aus Richtung Nashua fuhren nun über Elmwood nach Peterborough, wurden jedoch im September 1935 gänzlich eingestellt. 1939 legte die Boston&Maine auch den Abschnitt von Coolidge Crossing nach Elmwood still. Ein Teil dieser Strecke blieb jedoch als Rangiergleis erhalten, da die Güterzüge, die von Nashua in Richtung Hillsboro fahren sollten, in Elmwood Kopf machen mussten. 1948 wurde der Bahnhof Elmwood umgebaut und ein neues Wendegleis ersetzte den Gleisstumpf in Richtung Coolidge Crossing. Im September 1952 baute die Bahngesellschaft schließlich eine direkte Verbindungskurve in Richtung Hillsboro und die nun überflüssigen Gleisanlagen auf dem Bahnhof Elmwood wurden abgebaut. Ab Anfang der 1980er Jahre fand kein planmäßiger Güterverkehr mehr statt, die Strecke wurde nur noch bei Bedarf bedient. Die Betriebsführung oblag ab 1983 der Guilford Transportation, nachdem diese die Boston&Maine übernommen hatte. Die Stilllegung wurde beantragt, der Staat kaufte jedoch die Strecke und verpachtete sie 1992 an die Milford-Bennington Railroad, die bislang den planmäßigen Betrieb auf dem Abschnitt Elmwood–Greenfield nicht wieder aufgenommen hat.

## Streckenbeschreibung
Die Bahnstrecke verläuft senkrecht zu den meist in Nord-Süd-Richtung liegenden Tälern und war daher kurven- und steigungsreich. Sie zweigt kurz vor South Keene aus der Bahnstrecke South Ashburnham–Bellows Falls ab und führt zunächst ostwärts. Da hier keine Überquerung des Otter Brook möglich war, führte die Strecke kurz darauf zunächst nordwärts am Westufer, überquerte den Bach ca. drei Kilometer weiter und verlief den ganzen Weg wieder zurück. Der Umweg war aufgrund der unterschiedlichen Höhenlage der Talseiten nötig. Über Marlborough und Harrisville verläuft die Trasse nun weiter ostwärts, um kurz vor Hancock nach Nordosten abzubiegen. Westlich um den Norway Pond herum führt die Bahnstrecke weiter, überquert nach Hancock den Moose Brook, und biegt im weiteren Verlauf nach Südosten ab. Die Brücke über den Moose Brook, sowie eine kleinere Jochbrücke kurz vor Coolidge Crossing waren bei der Überschwemmung 1934 zerstört worden. In Elmwood kreuzt die Bahntrasse die südlich der Verbindungskurve ebenfalls stillgelegte Bahnstrecke Contoocook–Peterborough. Verbindungsgleise bestanden zunächst nur aus Richtung Keene nach Hillsboro und aus Richtung Peterborough nach Greenfield. Die heute noch vorhandene Verbindungskurve von Greenfield nach Hillsboro wurde erst 1952 eingebaut. Nach Elmwood überquert die Strecke den Powder Mill Pond und verläuft weiter kurvenreich in südöstlicher Richtung bis Greenfield, wo sie in die Bahnstrecke Nashua–Greenfield übergeht. Ein großer Teil des stillgelegten Streckenteils dient heute dem Abandoned Railroad Grade, einem unbefestigten Wanderweg.